# 메타사이트
메타사이트(metasite)는 다른 사이트의 컨텐츠를 RSS를 이용해 검색, 정리해서 보여주는 사이트를 말한다.

## 메타블로그
메타블로그(metablog)는 그리스어에서 유래한 "함께"라는 의미의 meta 에 blog(블로그)가 결합하여 만들어진 합성어이다. 간단히는 블로그의 집합체라고 설명할 수 있다. 특징이나 방향성에 따라 블로그 포털 또는 블로그 허브라고 칭하기도 한다. 각 블로그의 운영자가 자신의 블로그에서 제공하는 RSS 또는 Atom 등의 주소를 등록하면 이로부터 각 블로그의 글과 관련 정보를 수집하여 하나의 사이트로 보여주는 서비스 혹은 그 형식을 가진 사이트를 의미한다.
기본적으로 공동의 RSS 구독기 역할을 하여 여러곳에 분산되어 있는 블로그의 글을 모아서 보여주는 역할을 하며, 여러 블로그로부터 수집된 글을 한 자리에 모아서 볼 수 있기 때문에 경우에 따라 어젠다 세팅, 커뮤니티의 형성 등 다양한 역할을 수행한다.
블로그 운영자는 메타 블로그 사이트에 가입하여 자신의 블로그 RSS 주소를 메타 블로그 사이트에 등록한다. 메타 블로그 사이트에서는 등록된 RSS를 기준으로 새로운 글이 등록될때마다 수집하여 공개한다. 각 블로그는 1차 생산을 담당하고, 메타 블로그는 글의 유통을 담당하는 것이다.

## 주해
1. ↑  "포스트를 발행한다"라고도 표현한다